# دم‌خاری رنگ‌پریده
دم‌خاری رنگ‌پریده (نام علمی: Cranioleuca pallida) نام یک گونه از سرده دم‌خاری‌های نمادین است.